# Charles Carey
Pour les articles homonymes, voir Carey.
Charles-Philippe-Auguste Carey, né à Paris (ancien 1er arrondissement) le 15 janvier 1824 et mort à Lormaye le 25 décembre 1897, est un dessinateur et graveur au burin, aquafortiste,  lithographe et photographe français.

## Biographie
Carey naît au 2, rue de Castiglione à Paris, son père est professeur de langues étrangères.
Petit-fils de la graveuse Régina Carey (de) qui interpréta surtout Joseph Vernet, Charles Carey est l'élève de Tony Johannot et de Raymond Quinsac Monvoisin. Il expose au Salon de Paris à partir de 1844 jusqu'en 1884 ; à cette date il réside au 159 du boulevard Saint-Germain,.
En 1850, il traduit une œuvre de Prosper Marilhat, La Villa Pamphili, ainsi que d'Eugène Fromentin (Salon de 1850). Il interprète également entre autres Stéphane Baron, Gustave Boulanger, Paul Baudry, Decamps, Charles Gleyre, Ludwig Knaus, Ernest Meissonier, Alfred Stevens, Tony Johannot.
Carey collabore à L’Artiste (dès 1844), The Art Journal (Londres), au Magasin pittoresque, à la Gazette des beaux-arts. En 1856, avec Masson, il exécute les gravures illustrant l'album du Salon publié chez Sartorius. Il fut également en relation avec l'éditeur londonien James Sprent Virtue (en).
Il possédait à Paris un studio photographique dédié au portrait et à la composition de nature morte : d'abord associé à Th. Raynard au début des années 1860 au 13 rue de Bagneux, puis, après 1864, au 43 de la rue du Bac et enfin au 159, boulevard Saint-Germain (1879).
En 1865, paraît chez A. Faure (Paris), les Mémoires  d’une  honnête  fille par Alfred Delvau, roman social narrant les misères endurées par une jeune fille du  peuple, Manette Thévenet, victime de l’infernale vie parisienne : Carey est contacté pour les illustrations, mais son portrait de la jeune fille ressemble trop à l'impératrice Eugénie, l'ouvrage est interdit.  
Son décès est signalé par Loÿs Delteil dans le numéro  de L'Estampe et l'Affiche d'octobre 1898.

## Œuvre

### Peintures
- Nogent-le-Roi, mairie : Une Rue de Nogent-le-Roi, aquarelle, 56 × 40 cm[13].

### Ouvrages illustrés
- [Collectif] Pierre Dupont, Chants et chansons. Poésie et musique, eaux-fortes, Paris, Chez l'Éditeur, 1851-1854.
- Édouard Plouvier, Contes pour les jours de pluie, préface de George Sand, eau-forte, Chez Jules Dagneau, 1853.
- Eugène de Mirecourt (dir.), divers portraits en frontispice, coll. « Les contemporains », Gustave Havard éditeur, [1854-1856].
- Antonin Bossu (dir.), Nouveau Dictionnaire d'histoire de la nature et des phénomènes naturelles, vignettes, Bureau de l'Abeille médicale, 1857.
- Comtesse d'Aulnoy et B. Carey (éd.), La Cour et la ville de Madrid vers la fin du XVIIe siècle, lithographies, Plon, 1874.

### Photographies
- Ensemble de portraits carte-de-visite et de natures mortes, tirages sur papier albuminé, Fonds Carey, Bibliothèque nationale de France.

### Galerie

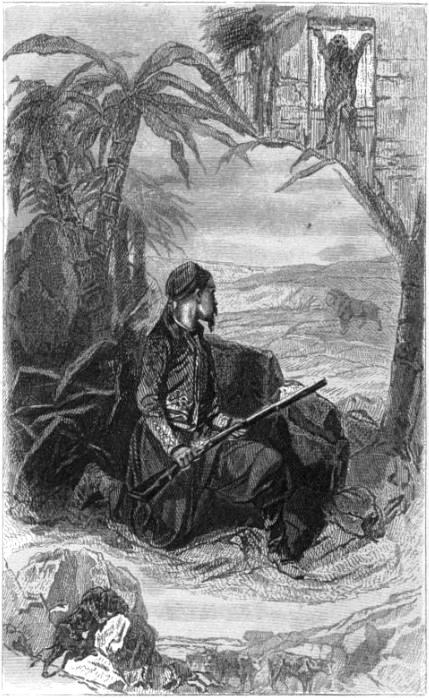
Le Tueur de lion (eau-forte, 1854).
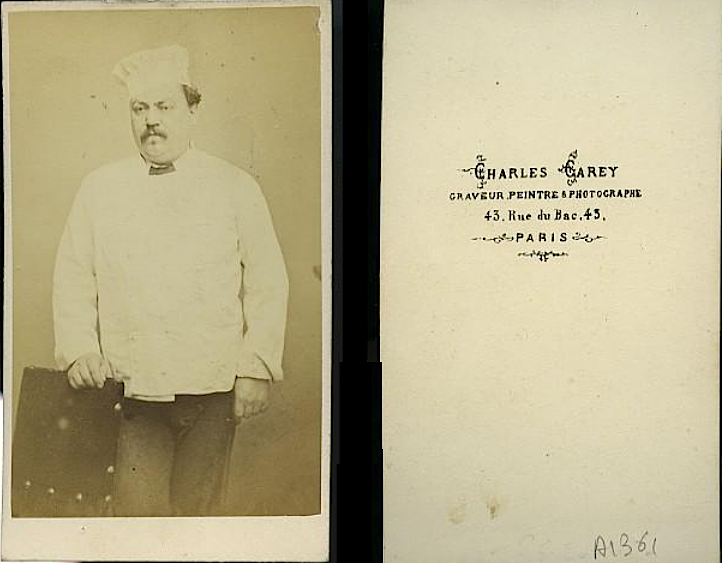
Un pâtissier, format CDV, avant 1870, recto et verso.
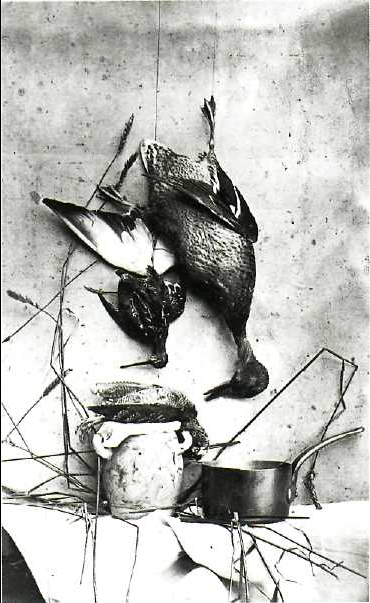
Nature morte au pichet (c. 1873), tirage sur papier albuminé (BNF).